# Heudebouville
Heudebouville – miejscowość i gmina we Francji, w regionie Normandia, w departamencie Eure. Przez miejscowość przepływa Sekwana. 
Według danych na rok 1990 gminę zamieszkiwały 632 osoby, a gęstość zaludnienia wynosiła 68 osób/km² (wśród 1421 gmin Górnej Normandii Heudebouville plasuje się na 376. miejscu pod względem liczby ludności, natomiast pod względem powierzchni na miejscu 390).